# Impero del Brasile
L'Impero del Brasile fu l'entità politica che comprendeva gran parte del territorio del Brasile odierno, governata dagli imperatori Pietro I e suo figlio Pietro II. Fondato nel 1822 con l'indipendenza dalla corona portoghese, ebbe fine nel 1889, con la proclamazione della repubblica.
A causa dell'occupazione di Napoleone del Portogallo, i Braganza andarono in esilio in Brasile, la colonia più importante dell'Impero portoghese. Il periodo che seguì vide lo Stato diventare la capitale del Regno Unito di Portogallo, Brasile e Algarves con il governo della dinastia Braganza senza rispondere dell'autorità di Lisbona. Questo causò un risentimento nei confronti dell'idea di ritornare allo status quo ante bellum dopo che Napoleone conquistò il Portogallo. Il Brasile diventò indipendente sotto il governo della famiglia reale portoghese.
Dopo l'indipendenza raggiunta il 7 settembre 1822, il Brasile diventò una monarchia, fino alla creazione della repubblica il 15 novembre 1889. Due imperatori si sedettero sul trono, Pietro I dal 1822 al 1831, e Pietro II dal 1831 al 1889. Inoltre il Re Giovanni VI del Portogallo tenne il titolo di Imperatore come stabilito dal trattato che riconobbe l'indipendenza brasiliana.
La fine dell'Impero nel 1889 fu il risultato di uno sviluppo reazionario in seguito all'abolizione della schiavitù nel 1888, che minò gli interessi dell'oligarchia economica e politica.

## Indipendenza brasiliana

### Pietro I

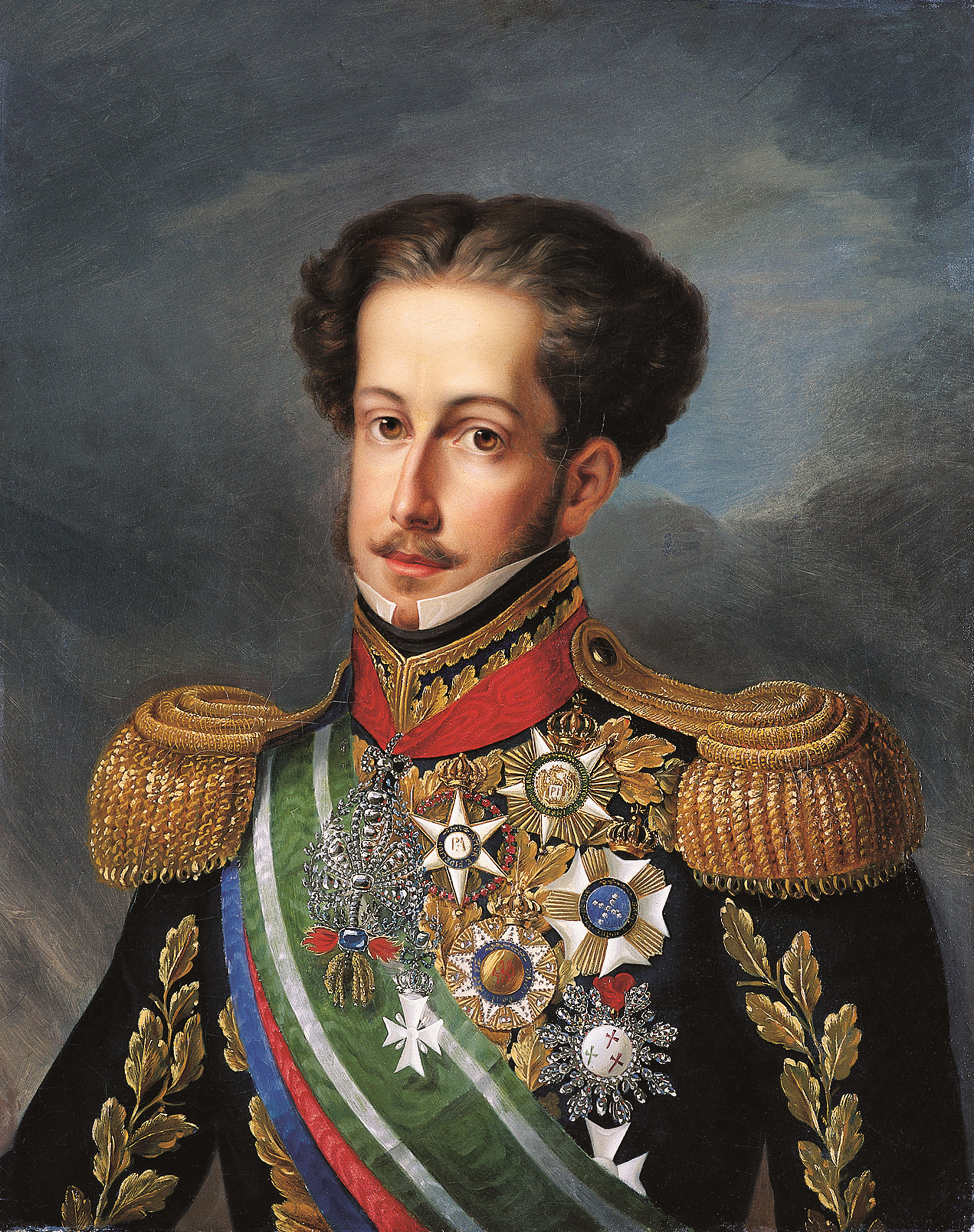
Pedro I, Imperatore del Brasile; Pedro IV del Portogallo.

Dopo che Giovanni VI tornò in Portogallo nel 1821, il suo erede Pietro diventò il reggente del Regno del Brasile con l'accordo informale che stabiliva che avrebbe preso la corona qualora il Brasile fosse diventato indipendente. Intendeva governare in maniera poco costosa e iniziò col diminuire il proprio stipendio, centralizzando gli uffici governativi e vendendo la maggior parte dei cavalli e dei muli in suo possesso. Creò delle leggi che eliminarono la tassa sul sale, proibì il possesso arbitrario di proprietà private, bandì la tortura e altre forme di violenza, lasciando tuttavia legale la schiavitù.

Bandiera del Regno del Brasile nel Regno Unito di Portogallo, Brasile e Algarves.

Nel settembre 1821, l'assemblea portoghese (con pochi delegati brasiliani presenti) votò l'abolizione del Regno del Brasile e delle agenzie reali a Rio de Janeiro, ponendo tutte le province americane sotto il controllo di Lisbona. Delle truppe vennero mandate in Brasile e tutte le unità brasiliane vennero poste sotto il comando portoghese. Questo fece iniziare la guerra d'indipendenza brasiliana.
Nel gennaio 1822, la tensione tra le truppe portoghesi e i luso-brasiliani (i brasiliani di origine portoghese) iniziò a salire quando Pietro, al quale era stato ordinato di tornare a Lisbona dall'assemblea, rifiutò di obbedire e decise di rimanere in Brasile. Aveva ricevuto delle petizioni da diverse città brasiliane, poiché la sua partenza e la rimozione del governo centrale avrebbe causato dei movimenti separatisti.
Pietro formò un nuovo governo comandato da José Bonifácio de Andrada e Silva di San Paolo. Questa figura fu importante negli eventi successivi e viene considerato come una delle più importanti nel nazionalismo brasiliano, al punto da venire chiamato come "patriarca dell'indipendenza".
A causa dell'atmosfera nervosa Pietro cercò sicurezza chiedendo asilo su una nave inglese e mandò la sua famiglia fuori dalla città.

### Disordine nelle province

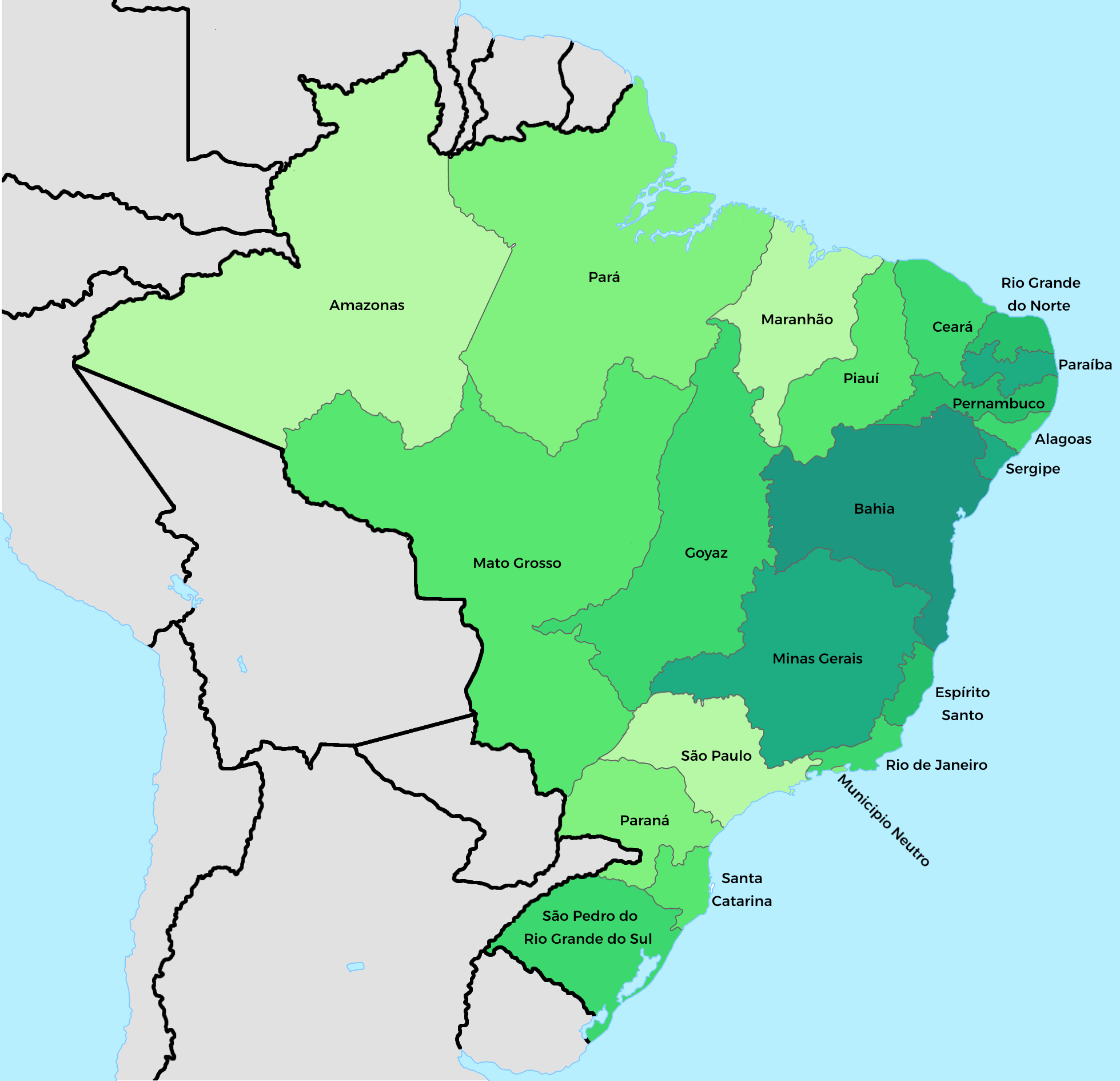
Le province del Brasile nel 1889.

Dopo la decisione di Pietro di non ubbidire alla Côrtes, i "piedi di piombo", termine usato dai brasiliani per indicare le truppe portoghesi, si organizzarono prima di concentrarsi su Cerro Castello, che venne circondato da migliaia di brasiliani armati. Pietro fece "dimettere" il comandante generale portoghese e gli ordinò di portare via i soldati dalla baia di Niterói, dove avrebbero atteso di essere riportati in Portogallo. Nei giorni successivi il comandante fece ritardare l'imbarco sperando di ricevere rinforzi. I rinforzi arrivarono a Rio de Janeiro il 5 marzo 1822 ma non gli venne permesso di scendere a terra. Vennero date scorte di viveri per il viaggio di ritorno. La prima schermaglia era stata quindi vinta senza spargere sangue.
Il sangue venne versato nella provincia di Pernambuco, a Recife, dove lo squadrone portoghese dovette ritirarsi nel novembre 1821. A metà febbraio 1822, i brasiliani di Bahia si rivoltarono contro le forze del Portogallo nella zona, ma vennero respinti verso l'interno dove iniziarono le operazioni di guerriglia.
Per mettere al sicuro Minas Gerais e São Paulo, dove non vi erano truppe portoghesi, ma la popolazione non era sicura dell'indipendenza, Pietro si esibì in un gesto di populismo. Alcune città di Minas Gerais avevano già dichiarato di essere al fianco di Pietro eccetto la junta di Ouro Preto, la capitale della provincia. Pietro capì che lo stato di Minas Gerais doveva essere solidale con lui per fare in modo di estendere la propria autorità su altre province. Con pochi compagni e senza cerimonie Pedro raggiunse lo stato a cavallo nel marzo 1822, dove fu accolto calorosamente e ricevette dichiarazioni di lealtà.

### Difensore del Brasile
Di ritorno a Rio de Janeiro il 13 maggio venne proclamato "Difensore perpetuo del Brasile" dall'assemblea legislativa di São Paulo, e poco dopo venne creata un'assemblea costituente (Assembléia Constituinte) per l'anno successivo. Per assicurarsi una base ampia di sostegno si unì ai massoni comandati da José Bonifácio Andrada e Silva, che stavano cercando di ottenere il governo parlamentare e l'indipendenza. Con più fiducia in agosto contattò i deputati brasiliani a Lisbona indicando di tornare in patria e di considerare le forze portoghesi come nemiche. Pietro aveva emesso il decreto che stabiliva che nessuna legge operata dal governo di Lisbona sarebbe stata fatta rispettare in Brasile senza il suo consenso.

### São Paulo e Ipiranga

La bandiera del Regno indipendente del Brasile, usata da settembre a dicembre del 1822.

Cercando di ottenere ancora più successo, il principe Pedro giunse a San Paolo in agosto per accertarsi del sostegno della popolazione. Durante il viaggio iniziò la sua relazione con Domitila che fece indebolire in seguito il suo governo. In quel periodo le relazioni tra Portogallo e Brasile erano molto compromesse, e Pietro aveva scritto due manifesti, la "Lettera alle genti del Brasile" e la "Lettera alle nazioni amiche", che somigliavano a delle dichiarazioni di indipendenza. Pietro ricevette un messaggio da sua moglie e da Andrada Silva che riguardava le Côrtes: avevano dichiarato che il governo brasiliano era in odore di tradimento e che avrebbero mandato più truppe. Pietro dovette poi scegliere tra ritornare in Portogallo in disgrazia oppure tagliare ogni legame rimasto con la corona di Lisbona. Il 7 settembre 1822 il principe Pietro, sul suo cavallo, strappò la propria maglia con l'insegna blu e bianca portoghese, estrasse la spada e pronunciò davanti alla sua guardia d'onore: "Per il mio sangue, per il mio onore, e per Dio: renderò libero il Brasile." Urlò "È l'ora! Indipendenza o Morte! Siamo separati dal Portogallo". Quelle parole sancirono la proclamazione di indipendenza della nazione, diventando in seguito il motto dell'emancipazione brasiliana.
Il 12 ottobre 1822, al suo ventiquattresimo compleanno, Pietro venne proclamato primo imperatore del Brasile e venne incoronato il 1º dicembre 1822.

## Il regno di Pedro I, 1822-1831

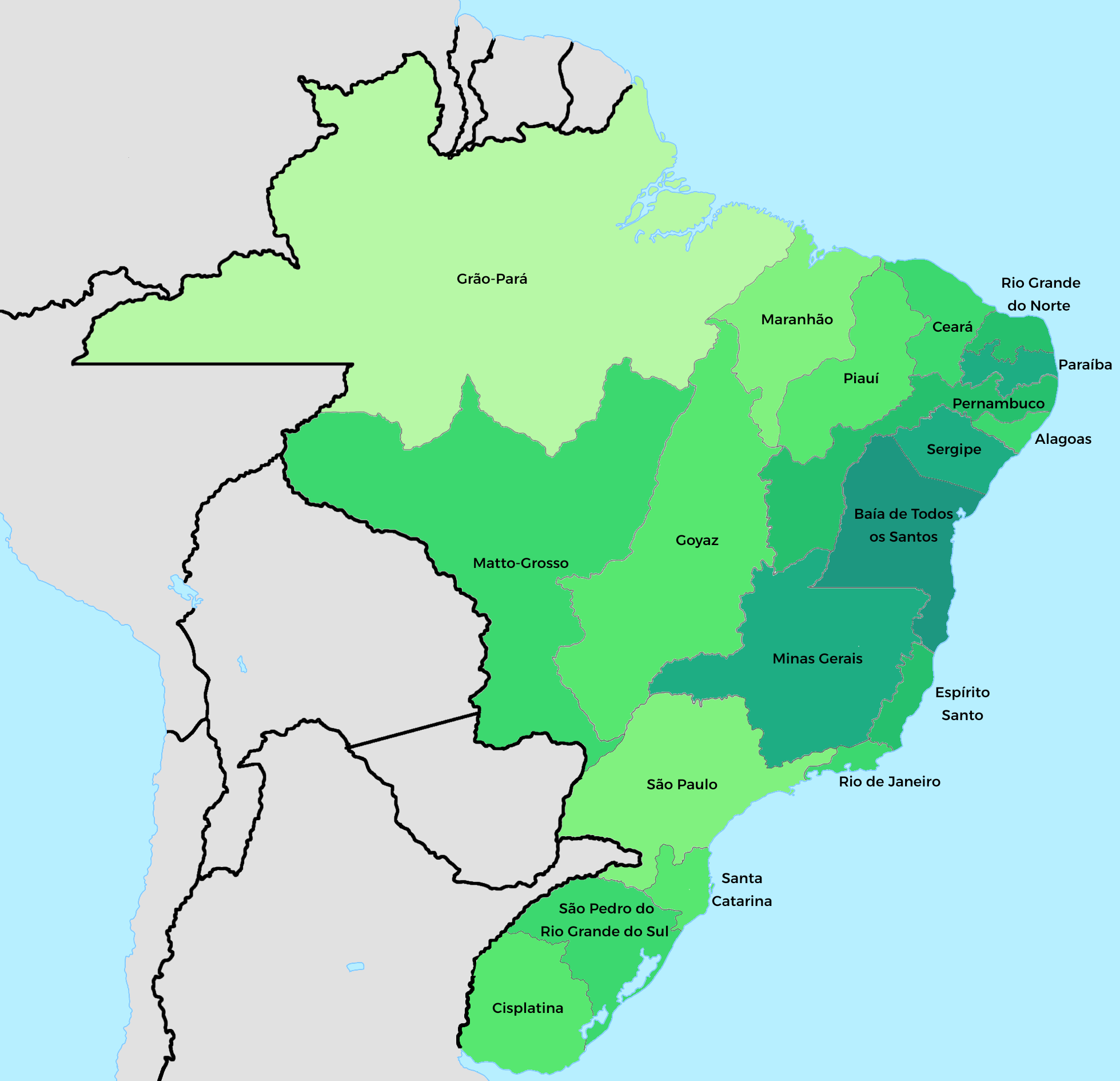
Le province brasiliane nel periodo dell'indipendenza.

### Consolidamento militare
Pedro I assunse l'ammiraglio Thomas Cochrane, uno dei comandanti migliori della Marina britannica che aveva preso parte alle guerre napoleoniche e che più recentemente aveva comandato la marina cilena contro la Spagna. Assunse anche alcuni ufficiali di Cochrane e il generale Pierre Labatut, che aveva combattuto in Colombia. Questi militari vennero assunti per arrestare l'avanzata portoghese nei territori di Bahia, Maranhão e Pará, e per consolidare le stesse aree sotto il governo di Rio de Janeiro. Il denaro proveniente da Rio de Janeiro e le donazioni locali aiutarono molto l'esercito e la flotta di nove navi. Cochrane riuscì a riprendere Maranhão con una sola nave da battaglia nonostante i portoghesi provassero a minare l'economia e la società della zona promettendo libertà agli schiavi e mettendo a ferro e fuoco i centri abitati. Verso la metà del 1823 le forze contendenti erano intorno a 10.000-20.000 dal lato portoghese e 12.000-14.000 dal lato brasiliano.
Si pensa generalmente che l'indipendenza brasiliana sia stata ottenuta senza spargere sangue. Anche se entrambe le nazioni evitarono grandi battaglie si fronteggiarono con azioni di guerriglia, dimostrazioni, e contromosse. Non ci sono molte informazioni riguardo alle vittime del conflitto. Una delle martiri fu Madre Joana Angélica che venne uccisa con la baionetta dalle truppe portoghesi a Bahia che entrarono nel suo convento, e vi fu anche una donna, Maria Quitéria de Jesus, che si finse uomo ed entrò nell'esercito imperiale brasiliano distinguendosi in battaglia diverse volte.

### Riconoscimento internazionale
Il Regno Unito e il Portogallo il 29 agosto 1825 raggiunsero un accordo, in cui venne riconosciuta l'indipendenza del Brasile. Fino a quel periodo i brasiliani temevano che il Portogallo riprendesse ad attaccare. Il Portogallo richiese che venissero pagate 1,4 milioni di sterline alla Gran Bretagna e di pagare i debiti con Don João VI e altri portoghesi per un totale di 600.000 sterline. Il Brasile dovette rinunciare all'annessione delle colonie portoghesi in Africa e in un altro trattato stipulato con l'Inghilterra promise di porre fine alla schiavitù e al commercio di schiavi. Nessuno di questi provvedimenti fu gradito ai possessori di piantagioni.

### Costituzione imposta
L'organizzazione del nuovo governo portò in breve tempo a galla le differenze tra l'Imperatore e le altre autorità governative. Nel 1824, Pedro chiuse l'Assemblea Costituente in quanto credeva che stesse mettendo in pericolo la libertà. I membri dell'assemblea, i suoi consiglieri, José Bonifácio de Andrada e Silva, e i fratelli di Don Pedro avevano scritto una proposta di costituzione che avrebbe limitato il monarca ponendolo su un piano pari a quello della legislatura, in modo simile al Presidente degli Stati Uniti d'America. L'Imperatore si rifiutò di accettare la proposta senza discussioni e le truppe circondarono l'assemblea durante la sua dissoluzione.
Pedro in seguito creò una costituzione modellata sulla base di quella del Portogallo (1822) e della Francia (1814). Specificò le elezioni indirette e creò le solite tre categorie di governo e ne aggiunse una nuova, il "potere di moderazione", che l'Imperatore poteva esercitare.
Il potere di moderazione avrebbe dato all'Imperatore l'autorità di nominare senatori e giudici e di rompere situazioni di stallo creando e dissolvendo parlamenti e gabinetti. Aveva anche il potere di creare trattati e ratificarli. Il Parlamento Imperiale, conosciuto come Assemblea Generale, era costituito da una Camera di deputati eletti indirettamente, e da un Senato. L'Imperatore eleggeva senatori a vita da una lista di tre candidati, scelti con schede elettorali.
La Costituzione di Pedro era più liberale rispetto al progetto dell'Assemblea riguardo alla tolleranza religiosa e alla definizione di diritti individuali e di proprietà, ma meno rispetto alla concentrazione del potere nelle mani dell'Imperatore. Venne accettata come Legge il 25 marzo 1824 e la prima Assemblea Generale venne creata sotto queste condizioni nel maggio del 1826.

### Confederazione dell'Equatore
La costituzione venne accettata nelle province meridionali del paese che producevano caffè, mentre nelle zone del nord-est produttrici di zucchero e cotone non venne vista di buon occhio, anche a causa dell'alto costo degli schiavi importati. Nella metà del 1824 le province del Pernambuco e del Ceará si separarono assieme ad altre tre regioni, dichiarandosi indipendenti dal Brasile e formarono la Confederazione dell'Equatore; la ribellione venne schiacciata verso la fine dell'anno grazie all'aiuto dell'Ammiraglio Cochrane. Con la pace nel nord-est iniziarono i problemi nelle regioni meridionali.

### L'indipendenza dell'Uruguay

Bandiera della Cisplatina brasiliana.

Nel 1825 scoppiò un conflitto a causa delle intenzioni dell'Argentina di annettere la Provincia Cisplatina (il moderno Uruguay) sul lato orientale del Río de la Plata. L'Impero brasiliano non disponeva di un gran numero di soldati, alcuni dei quali erano stati reclutati in Germania e Irlanda, e non possedeva 60 navi da guerra necessarie a bloccare il Río de la Plata. Nel 1826 finì il fondo monetario prestato da dei banchieri di Londra e Pedro dovette chiamare l'Assemblea Generale per finanziare la guerra. Il blocco incontrò il dissenso degli Stati Uniti e dell'Inghilterra, e le sconfitte nel 1827 resero necessario un negoziato per finire il conflitto, costato 30 milioni di dollari. Al termine della guerra l'Uruguay rimase indipendente. Nel giugno del 1828, la dura disciplina e la xenofobia causarono un ammutinamento delle truppe di mercenari a Rio de Janeiro; gli irlandesi vennero riportati in Irlanda mentre i tedeschi vennero mandati nelle province meridionali. L'esercito venne ridotto fino a contare 15.000 unità, e Pedro dovette affrontare il parlamento, controllato da possessori di schiavi e dai loro alleati.

### Il problema della schiavitù
Con l'incremento delle esportazioni del caffè aumentò anche il numero di schiavi neri importati. Nel 1822 circa un milione di persone erano schiavi africani o loro discendenti, per un totale del 30% della popolazione totale del Brasile.
Pedro aveva scritto che la schiavitù era un "cancro che sta mangiando il Brasile" e che nessuno aveva il diritto di schiavizzare qualcun altro. Voleva abolire la schiavitù ma la sua costituzione liberale diede il potere di creare leggi al Parlamento. In Brasile i principi liberali e le formule politiche avevano un significato speciale, che venivano applicati a una minoranza di bianchi privilegiata.

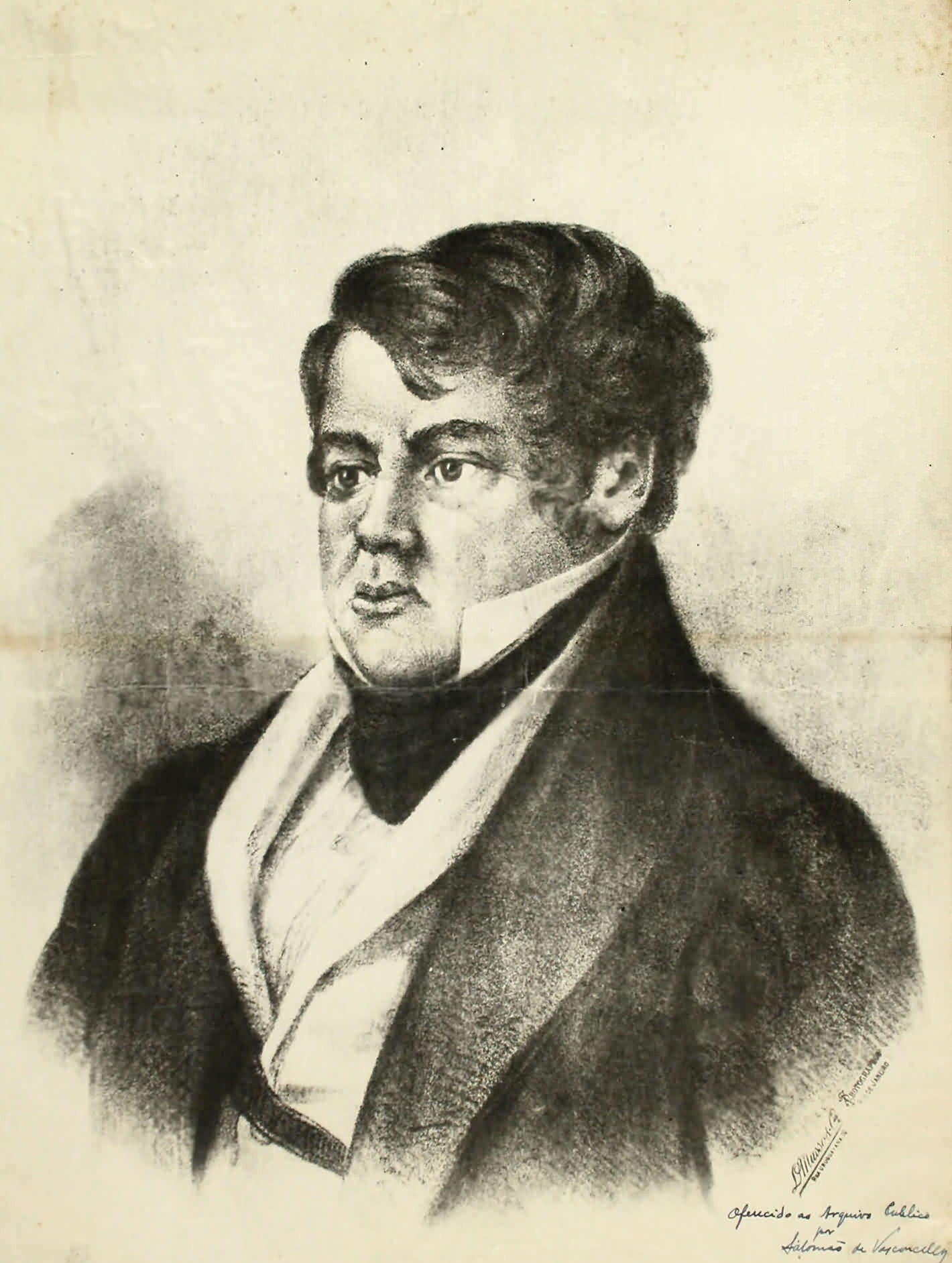
Bernardo Pereira de Vasconcelos

Dopo il 1826, i propositi del parlamento si diressero verso il controllo del sistema della corte; si prevedevano grandi punizioni per gli schiavi ribelli e piccole per i bianchi riottosi; si ridussero le forze armate togliendo gli stranieri non simpatizzanti della schiavitù; si tennero le tasse basse e si eliminò la Banca del Brasile per impedire al governo centrale di sviluppare un'industria basata sulla finanza capitalista; e si formarono politiche di immigrazione per incoraggiare il lavoro servile invece del lavoro autonomo nelle fattorie. Comandati da Bernardo Pereira de Vasconcelos di Minas Gerais, i sostenitori della schiavitù dissero che non era demoralizzante, e che le relazioni estere e la tecnologia non avrebbero aiutato il Brasile, e che le ferrovie sarebbero arrugginite per il disuso. Altri, come Nicolau de Campos Vergueiro di São Paulo, parlarono della possibile sostituzione degli schiavi con immigrati europei. Alla fine il Parlamento creò un sistema contrattuale di poco migliore rispetto alla schiavitù. Le leggi e i decreti ritenuti inaccettabili dai sostenitori della schiavitù non ebbero effetto (come gli ordini di impedire la partenza di navi per l'Africa per catturare schiavi nel 1829).
Nel 1835 a Salvador da Bahia ebbe luogo la rivolta dei Malê.

### Abdicazione
Dopo la morte di Don João avvenuta nel 1826, i radicali brasiliani nativisti accusarono falsamente l'imperatore di aver complottato per cambiare la costituzione e proclamarsi il capo di tutto il territorio riunito del Brasile e del Portogallo. Provocarono scontri nelle strade contro i portoghesi di Rio de Janeiro e cercarono di spingere alla creazione di una monarchia federalista che avrebbe dato autonomia amministrativa e auto-governo alle province. Il destino del Brasile era nelle mani di poche persone concentrate nella capitale, che diffusero storie false e minarono la disciplina nella polizia e nell'esercito. Quando Pedro sciolse il gabinetto nell'aprile del 1831, i dimostranti si riversarono in strada e ne chiesero la riformazione. Pedro si rifiutò di farlo dicendo: "Farò qualsiasi cosa per la gente ma niente [se forzato] dalla gente." Le unità militari si assembrarono a Campo de Sant'Anna, e la gente nelle strade urlò "morte al tiranno". 
Non riuscendo a formare un nuovo gabinetto, l'Imperatore abdicò lasciando tutto in eredità al figlio di cinque anni Pedro, e lasciò il Brasile così come era arrivato — su una nave da guerra britannica.

## Il regno di Pedro II

### Province in subbuglio

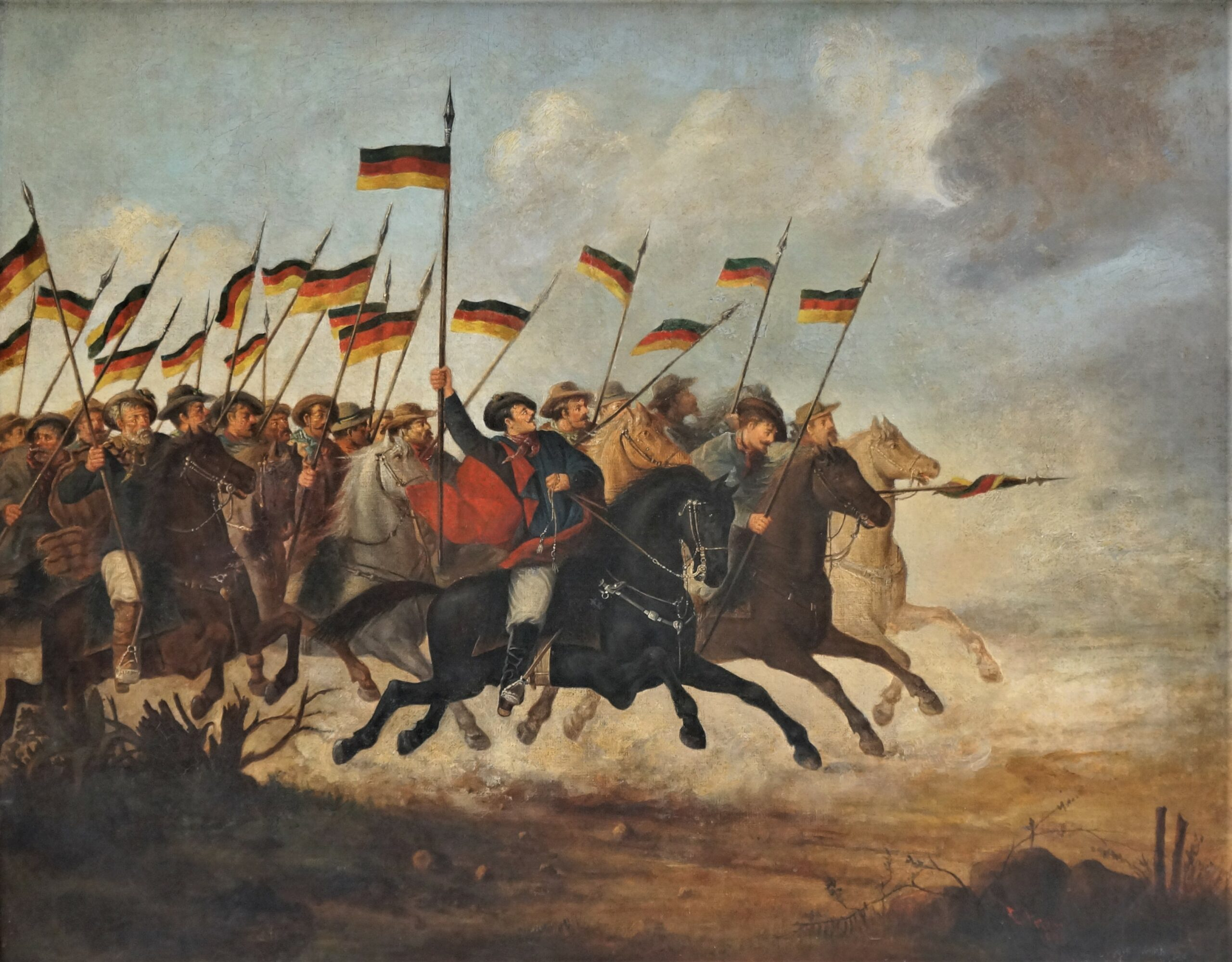
Carica della Cavalleria da Guilherme Litran, Porto Alegre, che mostra la Guerra dei Farrapos.

Dal 1831 al 1840, la nazione venne governata da tre reggenti nel nome dell'Imperatore. Questo fu un periodo instabile in quanto le fazioni locali cercarono di prendere il controllo delle proprie province e di tenere le masse in riga. Per indebolire le richieste radicali per avere il federalismo, republicanismo, e l'ostilità verso i portoghesi, i reggenti di Rio de Janeiro diedero grandi poteri alle province nel 1834. Il Brasile diventò una federazione di pátrias locali (centri di potere regionale autonomi) fedeli al governo di Rio de Janeiro, la cui funzione era di difenderli e mantenere ordine e stabilità tra di loro. Il governo non aveva però la capacità di svolgere questa funzione in quanto i fondi per l'esercito e la flotta erano pochi.
Molte delle rivolte furono di breve durata e vennero spesso dimenticate; nel 1831 e 1832 e nel periodo tra il 1834 e il 1849 vi furono molte rivolte di gente del ceto basso, indios, neri, e schiavi, come la guerra dei Farrapos.

### Pedro II come centro dell'unità

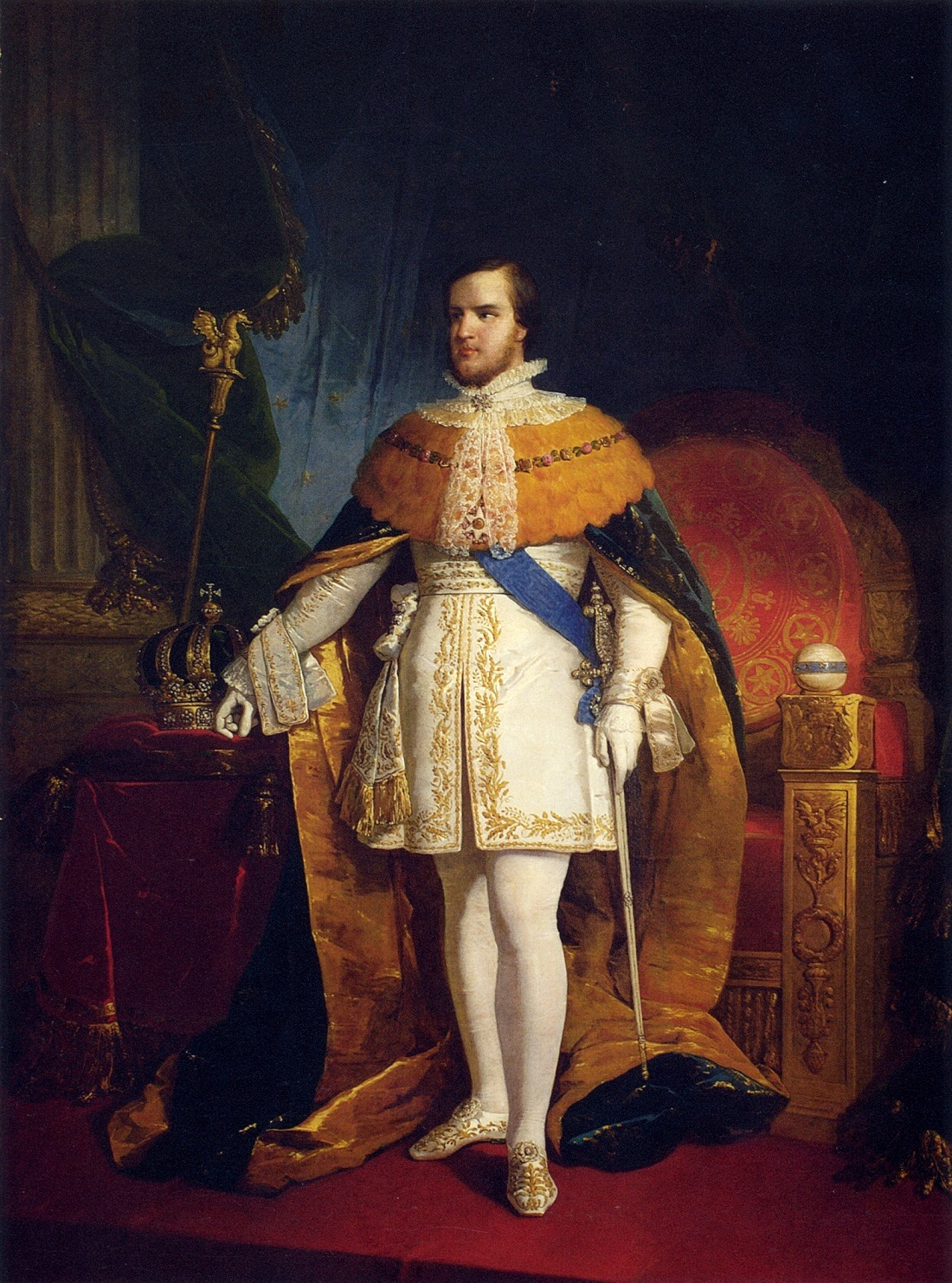
Pedro II all'età di 21 anni. Pittura ad olio di Raymond Monvoisin.

La morte di Pedro I causata dalla tubercolosi nel 1834 fermò gli impulsi restaurazionisti e rimosse i collegamenti che univano i politici alleati discordi. Nonostante le varie rivolte il Brasile non si fratturò in diverse nazioni, poiché le milizie vennero riorganizzate come strumento di unità nazionale sotto il comando di Luís Alves de Lima e Silva, che venne proclamato Duca di Caxias e in seguito Patrono dell'esercito brasiliano. Inoltre, la "visione del Brasile come unione di pátrias autonome", nella frase di Roderick J. Barman, venne sostituita dalla visione del Brasile come stato-nazione. I gruppi nobili scelsero di concentrarsi sulla lealtà, identità e autorità, e fecero in modo da portare il giovane erede dell'Impero al potere nel 1840. Il Parlamento Imperiale, in disobbedienza a un decreto della Reggenza che avrebbe prorogato la sessione legislativa annuale, mandò una Commissione a chiedere al ragazzo se avrebbe accettato il trono per diritto di età. Il ragazzo accettò e il Reggente messo sotto pressione revocò il decreto. In poche ore la Assemblea Generale fece passare una risoluzione che proclamò il ragazzo Imperatore a 14 anni invece dei 18 anni stabiliti dalla costituzione.
Pedro II venne incoronato il 18 luglio 1841.

### Riunione e centralizzazione
Con l'inizio del regno di Pedro II, lo stato brasiliano iniziò a unirsi con la soppressione delle rivolte, e le leggi vennero riscritte. Nel 1842 su consiglio dei cortigiani conservatori, Pedro II annullò la nuova Camera dei deputati richiedendo nuove elezioni, che i conservatori vinsero falsando il consenso nelle schede elettorali.
Il "potere moderante" diede all'Imperatore il diritto di bilanciare le parti tradizionali esecutive, legislative e giudiziarie — il diritto di nominare i senatori e di annullare legislature, e di spostare il controllo del governo da un partito all'altro. In teoria egli doveva agire come bilanciere politico. Lo storico Richard Graham osservò che "Nessuna particolare filosofia politica distingueva un gruppo da un altro." Il sistema politico non era relazionato apertamente con la vera struttura di potere nella nazione — i senhores da terra ("proprietari terrieri") che gestivano gli affari locali.

### Fine del commercio di schiavi

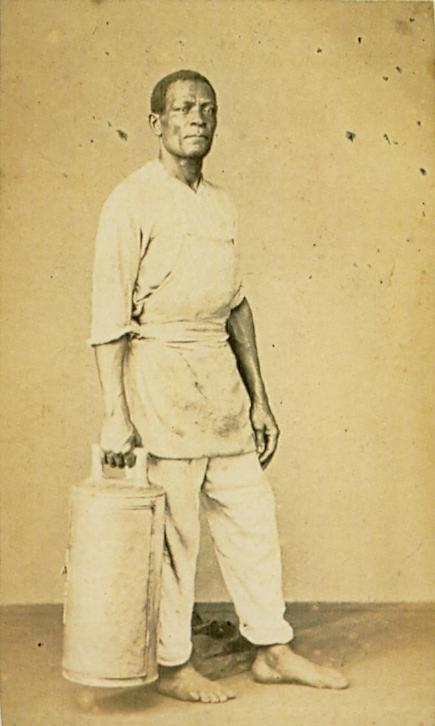
Schiavo brasiliano senza nome, nel 1865.

Nel 1850, la pressione del governo britannico obbligò il governo brasiliano a mettere fuori legge il commercio di schiavi africani. Londra, stanca del sotterfugio brasiliano, autorizzò le proprie navi a catturare le navi portoghesi e brasiliane portatrici di schiavi. Piuttosto di rischiare una guerra aperta con la Gran Bretagna e una possibile stagnazione dell'economia il Brasile rese illegale il commercio di schiavi. In cinque anni di tempo anche i traffici clandestini diminuirono di molto e il commercio trans-atlantico ebbe termine.
La fine del commercio di schiavi ebbe numerose conseguenze. Siccome ci fu una gran richiesta di schiavi nelle regioni meridionali dove si coltivava caffè, i proprietari di piantagioni nel nord vendettero gli schiavi di troppo alle città di Rio de Janeiro e São Paulo. In più il Parlamento approvò la legge che incoraggiò l'apertura all'immigrazione di gente proveniente dall'Europa. Inoltre la fine del commercio liberò il capitale monetario che venne usato per investimenti nei trasporti e nell'industria, e si evitò l'interferenza del Regno Unito circa l'operazione militare brasiliana contro il governo di Buenos Aires di Juan Manuel de Rosas.

### Guerra della triplice alleanza

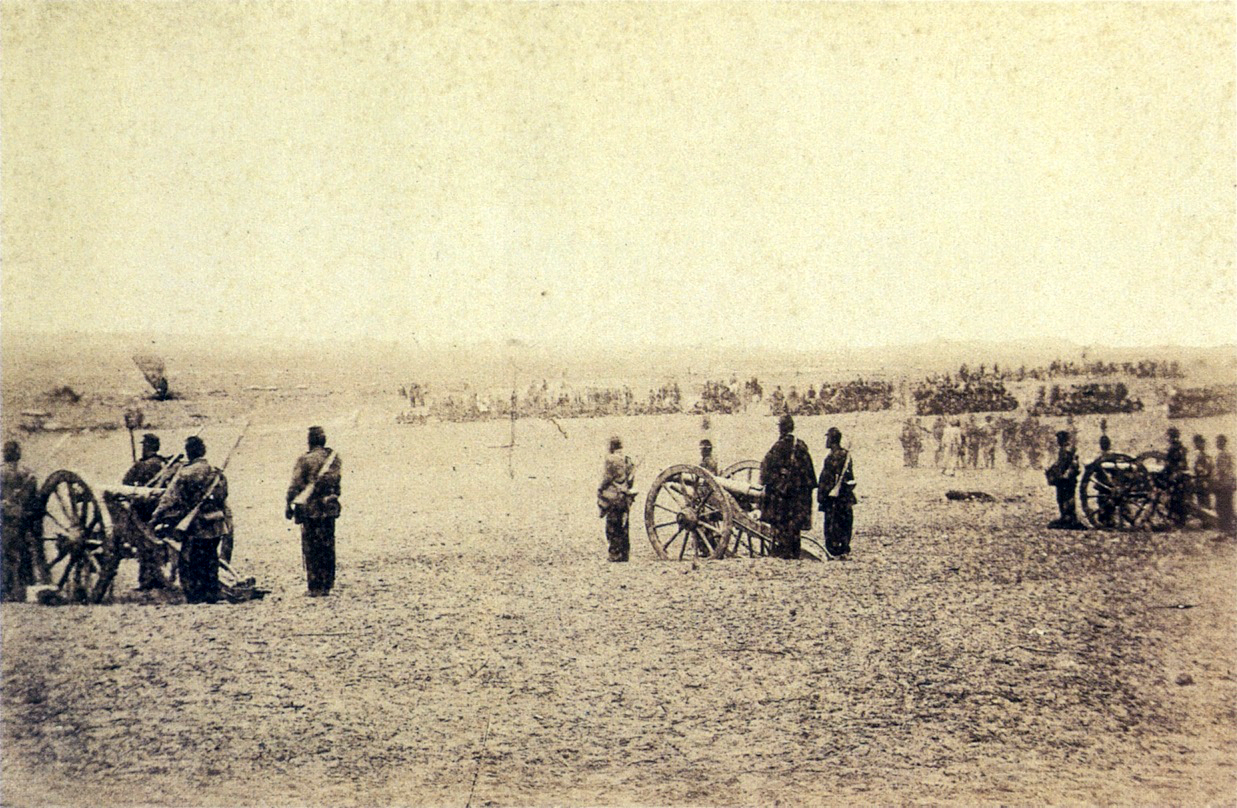
Le forze alleate nella guerra della triplice alleanza, 1866.

L'impero aveva perso i territori a oriente del Río de la Plata quando l'Uruguay venne fondato nel 1828. L'uomo d'affari più importante del Brasile, Irineu Evangelista de Sousa, il Visconte di Mauá, aveva molti interessi nella banca del governo uruguayano. Altri brasiliani possedevano circa 400 ville che occupavano un terzo del territorio della piccola nazione. Erano contrari alle tasse imposte dagli uruguayani sui bovini che circolavano dal Rio Grande do Sul, e presero parte alle beghe tra le fazioni politiche Colorado e Blanco, che diventarono poi il Partito Colorado e il Partito Nazionale (Blancos). Alcuni dei gauchos del Rio Grande do Sul non accettarono l'indipendenza uruguayana e cercarono l'intervento del Brasile nella questione.
Nella metà degli anni 1860, il governo imperiale cospirò con le autorità di Buenos Aires per sostituire il regime Blanco a Montevideo con uno del Colorado. I Blancos si rivolsero al dittatore del Paraguay Francisco Solano López (presidente, 1862-70), che temeva che la minaccia contro l'Uruguay si estendesse anche alla sua nazione. Il Paraguay possedeva l'esercito più numeroso nella regione, composto da 64.000 soldati. Il Brasile ne aveva 18.000. Nel 1864, Brasile e Argentina raggiunsero un accordo di cooperazione nel caso Solano tentasse di salvare i Blancos. Nel settembre di quell'anno, in un'erronea interpretazione delle intenzioni altrui, i Brasiliani mandarono delle truppe in Uruguay per mettere i Colorados al potere; mentre il Paraguay reagì tenendo in scacco i vascelli brasiliani sul Rio Paraguai e attaccò la provincia del Mato Grosso. Solano López si aspettò aiuti da parte dei caudillos argentini, che erano opposti al governo di Buenos Aires, e mandò truppe a Corrientes per raggiungere il Rio Grande do Sul e l'Uruguay, trovandosi così in guerra sia con l'Argentina che con il Brasile. Nel maggio del 1865, le due nazioni e l'Uruguay dei Colorados siglarono un'alleanza che si propose di trasferire i territori paraguayani in disputa tra le due nazioni, di aprire i fiumi paraguaiani al commercio internazionale, e di rimuovere Solano López dal potere. In settembre del 1865 gli alleati rimossero i paraguayani dal Rio Grande do Sul.

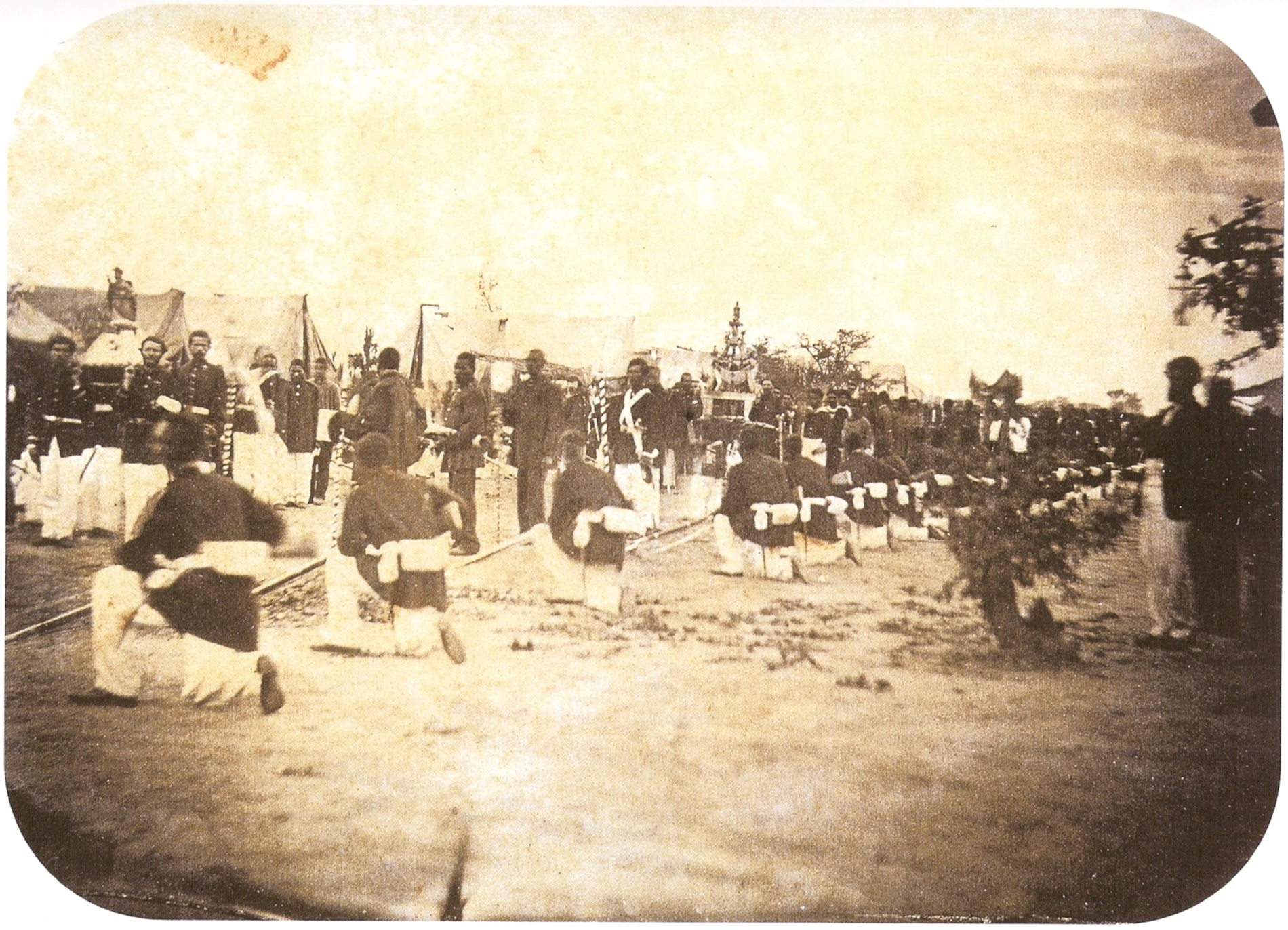
Milizie brasiliane nella guerra, 1868.

La gente del Paraguay che parlava Guaraní sconfissero gli alleati a Curupaity nel settembre 1866. Il presidente argentino Bartolomé Mitre (1861-68), comandò alla maggior parte delle truppe di tornare a casa, lasciando i brasiliani nel territorio. Il Duca di Caxias prese il comando delle forze alleate e le condusse fino alla resa di Asunción avvenuta nel 1869. Con determinazione i brasiliani inseguirono Solano López finché riuscirono a ucciderlo, e occuparono il Paraguay fino al 1878.
La guerra continuò per diverse ragioni. I paraguayani erano meglio preparati e condussero un'offensiva efficace nei territori degli avversari. Anche in seguito, respinti nella propria terra, avevano il vantaggio di conoscere il territorio e di avere le difese pronte. I brasiliani impiegarono molto tempo per portare le proprie forze armate nel territorio e i costi furono alti. Gli argentini, cercando di porsi in buone relazioni per il dopoguerra con il Brasile, ritardarono le operazioni per obbligare l'Impero a indebolirsi spendendo risorse.

### Conseguenze della guerra
La guerra ebbe importanti conseguenze per il Brasile e per la regione del Río de la Plata. La guerra contribuì alla crescita delle infrastrutture e al miglioramento della qualità delle forze armate nel paese lusofono, e crebbe il potere del governo centrale. Gli ufficiali erano al corrente del fatto che la guerra aveva esposto le debolezze della milizia nell'equipaggiamento, organizzazione e addestramento. Negli anni successivi la struttura politica brasiliana venne criticata dagli ufficiali riformisti in quanto era un ostacolo verso la modernizzazione.

### Il movimento repubblicano
La fine della guerra coincise con il ritorno del repubblicanesimo in quanto i liberali, non più illusi, cercarono una nuova via per arrivare al potere. La caduta della monarchia messicana sostenuta dalla Francia nel 1867 lasciò il Brasile come unica nazione latino-americana ad essere una monarchia. La prosperità dell'Argentina tra il 1870 e il 1890 fu una dimostrazione dell'efficienza di un governo di tipo repubblicano. Le idee repubblicane si sparsero nelle aree urbane e nelle province, come São Paulo e Rio Grande do Sul, dove la gente non credeva che si potesse trarre beneficio dalla politica economica imperiale. Il motto repubblicano degli anni 1870 proclamava "Siamo in America e vogliamo essere Americani." La monarchia secondo loro sarebbe stata un problema e una fonte di continui conflitti con le nazioni confinanti con il Brasile.
I repubblicani accettarono l'idea di rimuovere la schiavitù in quanto la nazione era l'unica assieme a Cuba sotto il dominio spagnolo a usare schiavi nell'emisfero occidentale. Il motivo fu principalmente dovuto al fatto che gli europei percepivano una brutta immagine del paese. 
Il sistema sociale brasiliano funzionava attraverso reti di relazioni tra famiglie e amicizie. I contatti e i favori determinavano il successo in tutte le occupazioni. La società era una in cui non si poteva avanzare senza avere una famiglia e amici importanti.

### Crisi con la Chiesa
Tra il 1870 e il 1890 ci fu una crisi in ognuno dei pilastri del sistema imperiale: la Chiesa, la milizia, e il sistema schiavistico. Roma cercò di fare pressione sulla Chiesa cattolica del Brasile invitandola a conformarsi con le riforme del Concilio Vaticano I. Il governo aveva ereditato il padroado, diritto di patronato ecclesiastico, dal Portogallo. Il patronato dava alla Corona il diritto di nominare i vescovi.

### Crisi con l'esercito
Dopo la guerra con il Paraguay la monarchia rimase indifferente nei confronti dell'esercito, che i nobili civili non percepivano come una minaccia. I problemi fiscali del periodo 1870-1880 causarono una riduzione dei salari. I soldati venivano considerati come la peggior parte della società, e la disciplina era poca così come lo era l'addestramento. I partiti politici erano indifferenti come il governo riguardo alle riforme militari per avere un migliore comparto armi e una paga più alta.
Il corpo degli ufficiali venne diviso in tre generazioni. Il gruppo più vecchio aveva aiutato a sopprimere le rivolte regionali negli anni 1830-1840, aveva combattuto in Argentina nel 1852 ed era sopravvissuto alla guerra della triplice alleanza. Gli ufficiali di medio livello erano meglio istruiti rispetto a quelli maggiori e avevano l'esperienza della guerra paraguayana. Gli ufficiali minori erano quelli più educati e quelli che erano meno legati al vecchio regime, essendo frustrati dalla mancanza di progressione nell'esercito in tempo di pace composto per maggior parte da veterani.
La tradizione politica permetteva agli ufficiali di avere posizioni come ministri di gabinetto. Negli anni 1880 gli ufficiali partecipavano nelle politiche provinciali, discutevano la stampa e parlavano nei fori pubblici. Nel 1884 un ministro civile di guerra cercò di imporre un ordine impedendo agli ufficiali di scrivere o parlare in pubblico di affari del governo. Le punizioni seguenti portarono il Feldmaresciallo Manuel Deodoro da Fonseca e il Generale José Antônio Correia de Câmara (Visconde de Pelotas) a mettersi a capo di proteste che causarono la dimissione del ministro nel febbraio 1887 e la caduta del gabinetto nel marzo del 1888.

### Abolizione della schiavitù
I membri dei partiti Liberali e Conservatori venivano dallo stesso gruppo sociale: possessori di piantagioni (fazendeiros), burocrati e professionisti. L'ultimo decennio dell'impero fu scosso da instabilità politica. Tra il 1880 e il 1889 vi erano 10 gabinetti (sette nei primi cinque anni) e tre elezioni parlamentari, con nessun Parlamento in grado di completare il suo mandato. L'uso ripetuto di potere moderazionale causò alienazione anche tra i monarchici tradizionali.

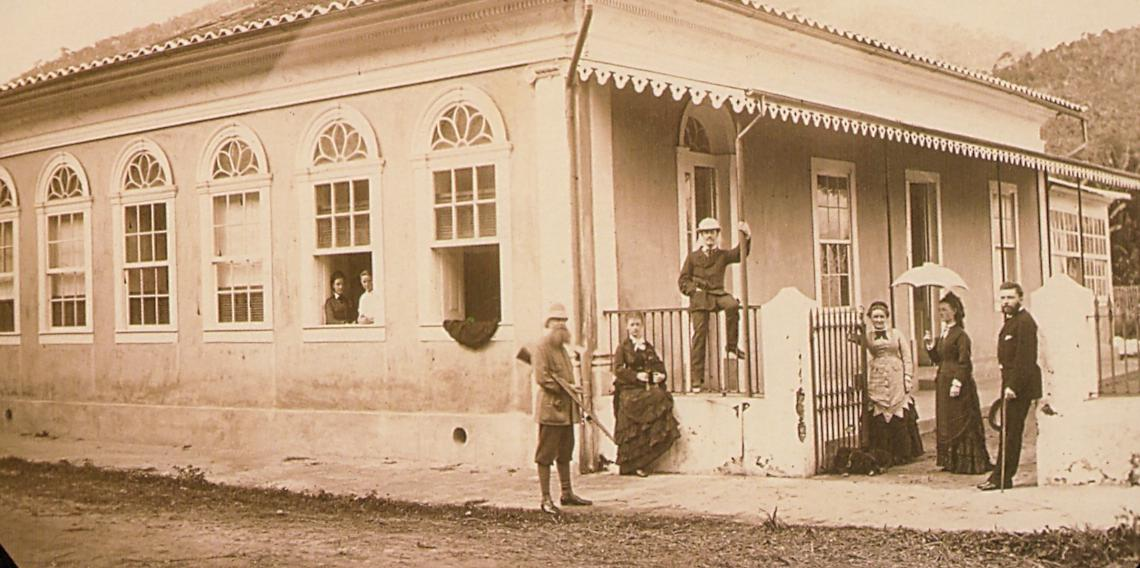
Immigrati tedeschi a Petrópolis, provincia di Rio de Janeiro, circa 1874.

Pedro II era a favore dell'abolizione della schiavitù e durante la guerra della triplice alleanza, gli schiavi che servivano nelle milizie vennero emancipati. Nel 1871, il gabinetto del visconte di Rio Branco approvò una legge che permise di rendere liberi i neonati e richiese ai padroni di prendersene cura fino all'età di 8 anni, in cui venivano dati al governo in cambio di ricompense oppure i padroni avrebbero sfruttato il loro lavoro fino all'età di 21 anni. Nel 1885, una legge approvò la liberazione degli schiavi di età superiore ai 6 anni. Anche i fazendeiros nello stato di San Paolo cominciarono a diminuire il numero di schiavi in loro possesso e iniziarono a cercare un nuovo sistema. Il governo provinciale iniziò ad aprire le frontiere all'immigrazione: tra il 1875 e il 1887 circa 156.000 immigrati arrivarono a São Paulo. Nelle regioni settentrionali la richiesta di lavoratori venne soddisfatta dall'arrivo dei sertanejos (abitanti del sertão) che erano scappati dalla siccità devastante avvenuta nel 1870-1880.
Il quadro economico stava cambiando. La schiavitù aveva immobilizzato il capitale investito negli acquisti e nel mantenimento degli schiavi. Cercando il lavoro libero, il capitale delle piantagioni venne liberato e investito in ferrovie, strade, e industrie. Questi investimenti offrirono un certo riparo dai problemi dati dall'agricoltura. 

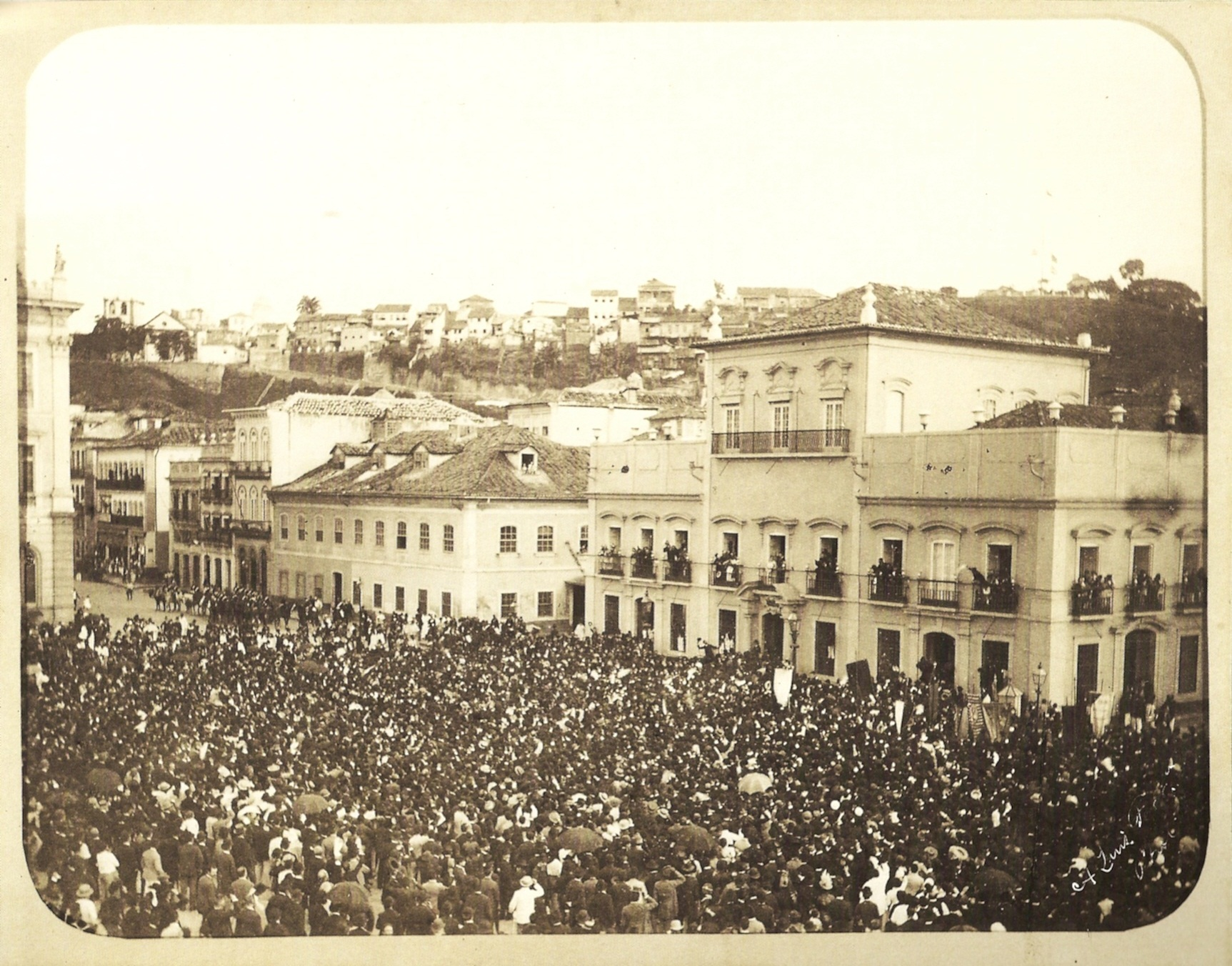
Persone attorno al Palazzo Imperiale nel 1888.

La Legge d'oro del 13 maggio 1888 abolì la schiavitù. L'economia della nazione iniziò a prosperare di nuovo dopo qualche raccolto perso, e solo pochi piantatori andarono in bancarotta. La schiavitù cessò di esistere ma le piantagioni e la società basata su classi sociali rimasero. Molti ex-schiavi rimasero a lavorare ricevendo una paga. A loro si affiancarono gli immigrati, che spesso si trovavano in talmente brutte condizioni da ritornare in seguito in Europa o spostarsi in città. Non vennero create scuole o infrastrutture per migliorare la condizione di vita degli ex-schiavi.

### Il colpo repubblicano

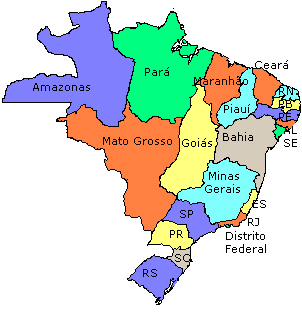
Le province brasiliane alla fine dell'Impero.

L'Impero cadde a causa del fatto che la nobiltà non ne aveva bisogno per proteggere i propri interessi. La centralizzazione imperiale andava contro i loro desideri di autonomia locale.
Dopo l'abolizione della schiavitù il sistema economico del nord causò problemi economici seri. La carestia uccise molti ex-schiavi negli stati del nord. A causa di ciò gli elementi oligarchici della società videro i propri interessi economici in pericolo. L'élite rispose alla liberalizzazione del governo imperiale con il sostegno della creazione di una repubblica oligarchica che permettesse loro di controllare le proprie aree tramite un sistema federale decentralizzato.
A differenza della fondazione della maggior parte delle repubbliche il Brasile vide uno sviluppo reazionario.
Nei primi tempi della repubblica le oligarchie accumularono il potere e le abilità necessarie a controllare il sistema governamentale. Avvantaggiandosi della crisi del gabinetto nel 1888 e 1889 e della frustrazione crescente tra gli ufficiali militari, i repubblicani che favorirono il cambio tramite dimostrazione rispetto ad una rivoluzione, portarono gli ufficiali, capitanati dal Feldmaresciallo Fonseca, a una dimostrazione armata che depose il gabinetto nel novembre 1889. In poche ore la dimostrazione armata diventò un colpo di Stato che privò l'Imperatore Pedro II del trono.

## Demografia
Nel 1823 il Brasile aveva 4 milioni di abitanti (71% liberi e 29% schiavi).
Nel 1854, la popolazione contava 7 milioni 700 000 abitanti (76% liberi e 24% schiavi).
Nel 1872 contava 9.930.478 abitanti (84,8% liberi e 15,2% schiavi). Secondo il censo nazionale dell'anno, tra gli abitanti liberi (8.419.672 persone) vi erano 38% bianchi, 39% mulatti, 11% neri e 5% caboclos. Il 23,4% degli uomini liberi e il 13,4% delle donne era capace di leggere..
Nel 1887 vi erano 14.500.000 di abitanti (95% liberi e 5% schiavi)..
Nel 1889, il 20% della popolazione totale poteva leggere e scrivere.

## Economia
Nel 1850, c'erano 50 industrie con un capitale di 7.000.000 di dollari. Nel 1889 c'erano 636 industrie (crescita del 6,74% ogni anno dal 1850) con un capitale di 400.000.000 di dollari (crescita di 10,93% per anno dal 1850).
Il PIL era pari a 50.000.000 di dollari nel 1840. Nel 1889 il PIL era maggiore di 500.000.000 $ (crescita del 4,81% oni anno dal 1840).
Il commercio l'importazione e l'esportazione assieme avevano un valore pari a 79.000.000 $ tra il 1834 e il 1839. Nel 1889 raggiunse 472.000.000 $ (crescita del 3,88% ogni anno dal 1839).
L'inflazione tra il 1830 e il 1870 era pari al 2,8% ogni anno.
Nel 1831, il profitto del Brasile era di 11.171.520 $. Nel 1887 era di 153.148.000 $ (30% del PIL e una crescita di 4,79% per anno dal 1831). La crescita del guadagno tra il 1829 e il 1889 fu moltiplicata più di otto volte.Confrontata ad altre nazioni, solo gli Stati Uniti d'America ebbero una crescita simile.
Durante l'esistenza dell'Impero, il guadagno del Brasile era l'ottavo maggiore nel mondo, dopo Stati Uniti, Francia, Regno Unito, Russia, Prussia, Austria e Spagna.
Il caffè fu il bene maggiormente esportato nella prima metà del XIX secolo, costituendo la metà delle esportazioni nel 1841-50 e il 59.5% nel 1871-80. Incrementarono anche le esportazioni di zucchero, cotone, tabacco, cocco, gomma e mate. Le zone messe a pascolo del sertão, il cerrado e le pampas favorirono l'allevamento del bestiame, rendendo il Brasile il secondo più importante esportatore di quella risorsa. I magazzini usati per salare la carne (saladeros) nel Rio Grande do Sul portarono la carne bovina seccata al sole alle regioni dove si coltivava il caffè per nutrire gli schiavi. Il Brasile coltivava anche fagioli, riso, e mais.
L'espansione della produzione del caffè nel 1850-1860 attrasse affaristi britannici che investirono nella costruzione di ferrovie per trasportare i fagioli sulle zone costiere più velocemente. Decisa nel 1852 sponsorizzata dal banchiere Irineu Evangelista de Sousa (ribattezzato il "Rothschild sudamericano"), la prima linea ferroviaria stabilita in territorio brasiliano sarà inaugurata 2 anni dopo; essa venne a collegare Magé allo scalo merci portuale di Mauá.
La ferrovia Santos-São Paulo, costruita nel 1868 permise alle zone interne di commerciare con la costa. Anche nelle zone del nord-est si iniziarono a costruire ferrovie. Fino al ventesimo secolo il Brasile non aveva molte ferrovie e i collegamenti da regione a regione venivano percorsi tramite carri trainati da muli.